# Corrado Segre
Corrado Segre (20 de agosto de 1863 - 18 de mayo de 1924) fue un matemático italiano, recordado como uno de los principales contribuyentes al inicio del desarrollo de la geometría algebraica.

## Semblanza
Los padres de Corrado fueron Abramo Segre y Estella De Benedetti. 
Segre desarrolló toda su carrera en la Universidad de Turín, que comenzó como estudiante de Enrico D'Ovidio. En 1883 publicó una disertación sobre las cuádricas en el espacio proyectivo y fue nombrado asistente de profesores de álgebra y geometría analítica.
En 1885 contribuyó al desarrollo de la geometría descriptiva, y comenzó a impartir clases de geometría proyectiva como suplente de Giuseppe Bruno (de 1885 a 1888), para más adelante ocupar durante 36 años la cátedra de geometría superior, sucediendo a D'Ovidio. Segre y Giuseppe Peano dieron a conocer Turín como un importante centro en geometría, y su actividad complementaria se ha señalado de la siguiente manera:

"A mediados de la década de 1880, estos dos investigadores muy jóvenes, Segre y Peano, ambos de apenas veinte años y ambos trabajando en la Universidad de Turín, estaban desarrollando puntos de vista muy avanzados sobre cuestiones geométricas fundamentales. Aunque sus posiciones eran bastante diferentes el uno del otro, eran de alguna manera más complementarios que opuestos. Por lo tanto, no debe sorprender que Turín haya sido la cuna de algunos de los estudios más interesantes sobre estos temas ".

El programa Erlangen de Felix Klein atrajo desde el principio a Segre, y se convirtió en promulgador de las ideas del matemático alemán. Primero, en 1885 publicó un artículo sobre cónicas en el plano, donde demostró cómo la teoría de grupos facilitaba su estudio. Como dice Hawkins (página 252) "la totalidad de todas las cónicas en el plano se identifica con P5 (C)". El grupo de sus proyectividades es entonces el grupo que permuta las cónicas. Sobre Segre, Hawkins escribió:

"Poco después de asumir la cátedra de geometría proyectiva en Turín en 1888, decidió que valdría la pena tener una traducción al italiano del" Programa de Erlangen "porque sentía que su contenido no era lo suficientemente conocido entre los jóvenes geómetras italianos. .. Segre convenció a uno de los estudiantes de Turín, Gino Fano, para hacer una traducción que se publicó en "Annali di Matematica Pura ed Applicata" en 1889. La traducción de Fano se convirtió así en la primera de muchas traducciones del "Programa de Erlangen"

La inspiradora Geometrie der Lage (1847) de Karl Georg Christian von Staudt le proporcionó a Segre otro proyecto. Animó a Mario Pieri a hacer una traducción, titulada Geometria di Posizione (1889), mientras que Segre compuso un bosquejo biográfico de von Staudt que se incluyó en la publicación. 
Segre también expandió la geometría algebraica al considerar los números multicomplejos, en particular los números bicomplejos. La contribución de 1892 de Segre a Mathematische Annalen lo muestra extendiendo el trabajo de William Rowan Hamilton y William Kingdon Clifford en los bicuaterniones. Pero Segre no estaba al tanto de los estudios anteriores sobre las tesarinas, que habían anticipado sus números bicomplejos. 
En inglés, el trabajo más conocido de Segre es un ensayo inspirador destinado a estudiantes italianos, traducido por JW Young en 1904. Proporciona orientación y aliento a los jóvenes que estudian matemáticas. 
En un artículo conmemorativo de 1926, H. F. Baker llamó a Segre el "padre" de la Escuela italiana de geometría algebraica. 
El artículo de 1912 "Espacio de dimensiones superiores" (Mehr-dimensional Raume ) para Enzyklopädie der Mathischen Wissenschaften abarcó 200 páginas. Con admiración, Baker (1926) escribió y Coolidge (1927) reiteró lo siguiente: 

Para completar los detalles, la amplitud de su visión y el reconocimiento generoso del trabajo de una gran cantidad de otros autores, esta obra debe seguir siendo durante muchos años un monumento a la amplitud del hombre.